# 미국-소련 관계

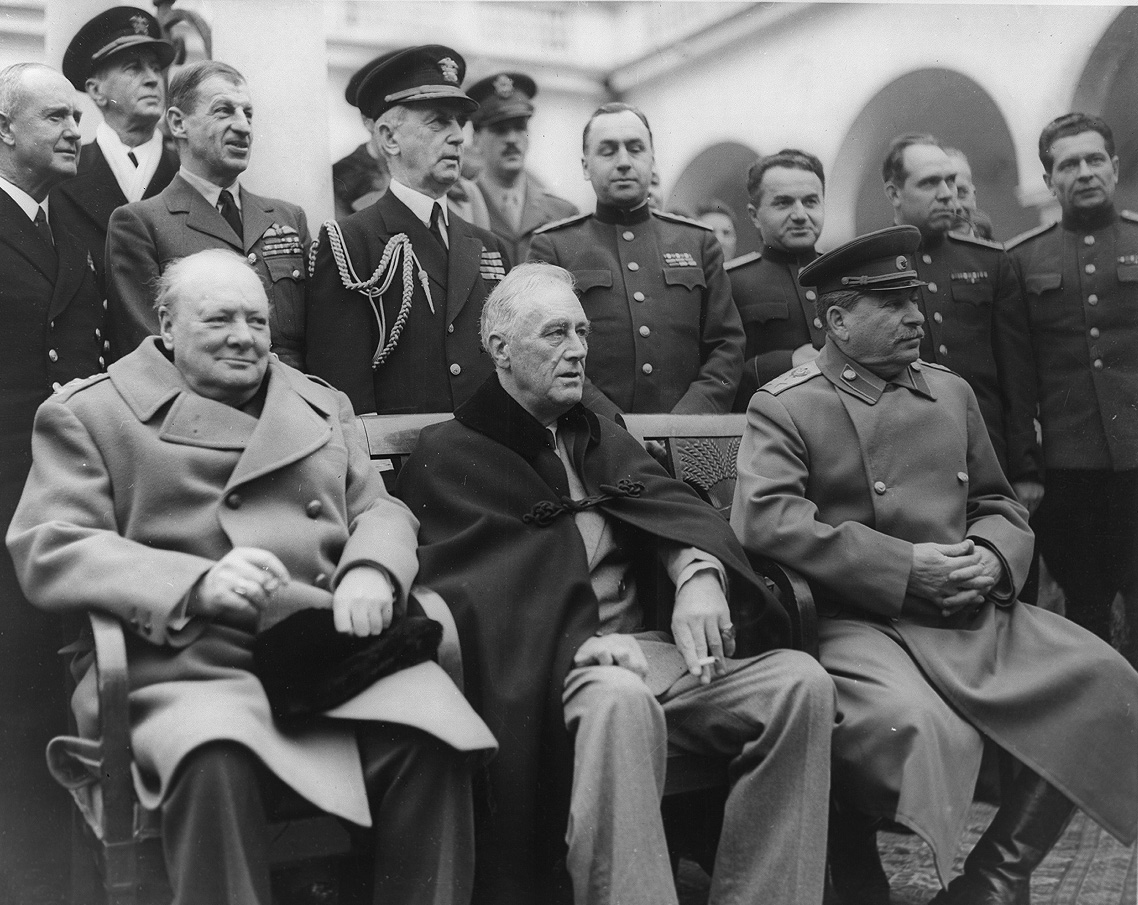
윈스턴 처칠 영국 총리, 프랭클린 D. 루스벨트 미국 대통령, 이오시프 스탈린 소련 지도자가 1945년 2월 소련 러시아 SFSR 크림반도 얄타에서 만났다. 이 회의의 결과는 1989년 혁명으로 소련의 중앙유럽과 동유럽 위성국에서 소련의 통치가 끝나고 1991년 소련의 붕괴로 이어진 후 반세기 동안 세계 질서를 형성했다.

소련과 미국의 관계는 1809년부터 1917년까지 지속된 러시아 제국-미국 관계의 계승적인 양자 관계로 1933년에 완전히 수립되었다. 이 관계는 또한 냉전이 끝난 후 1992년에 시작된 러시아 연방과 미국 간의 현재 양자 관계의 전신이기도 했다.
소련과 미국의 관계는 주로 불신과 적대감으로 특징지어졌다. 독일의 소련 침공과 일본 제국의 진주만 미 태평양 함대 공격은 각각 1941년 6월과 12월에 소련과 미국이 제2차 세계 대전에 연합국 편으로 참전하는 계기가 되었다. 1945년 연합국의 승리 이후 추축국에 대항하는 소련-미국 동맹이 끝나자마자, 소련이 동유럽 국가들을 군사적으로 점령하고 이들을 위성국으로 만들어 동구권을 형성하면서 두 나라 사이에 전후 불신과 적대감의 첫 징후가 즉시 나타나기 시작했다. 이러한 양자 간의 긴장은 냉전으로 확대되었고, 이 긴장된 적대적 관계는 수십 년간 지속되었으며, 짧은 데탕트 단계를 거쳐 1991년 말 소련의 붕괴와 현재의 러시아 연방의 출현으로 끝났다.

## 역사

### 제2차 세계 대전 이전 관계 (1917년-1939년)

#### 임시정부
러시아 2월 혁명과 니콜라이 2세의 퇴위 여파로 워싱턴은 새로운 러시아 임시정부의 근본적인 균열을 여전히 거의 알지 못했으며, 러시아가 독일과의 전쟁에서 서방 연합에 합류하기를 열망하는 안정적인 민주주의 국가로 빠르게 발전할 것이라고 믿었다. 임시정부가 수립되자마자 미국 대사 데이비드 R. 프랜시스는 "이는 우리가 옹호하고 주장해 온 정부의 원칙, 즉 통치자의 동의에 의한 정부의 실제적인 실현입니다. 우리의 승인은 특히 먼저 주어진다면 엄청난 도덕적 효과를 가질 것입니다."라고 주장하며 새로운 정부를 승인할 권한을 워싱턴에 즉시 요청했고, 1917년 3월 22일 승인되어 미국은 새로운 정부를 공식적으로 인정한 최초의 외국 정부가 되었다. 일주일 반 후 우드로 윌슨 대통령이 독일과의 선전포고를 요청하기 위해 의회에서 연설했을 때, 윌슨은 "지난 몇 주 동안 러시아에서 일어난 놀랍고 고무적인 일들로 인해 세계의 미래 평화에 대한 우리의 희망에 확신이 더해졌다는 것을 모든 미국인들이 느끼지 않습니까? 러시아는 러시아를 가장 잘 아는 사람들에 의해 항상 사실상 마음속으로 민주적이었다고 알려져 왔습니다... 여기에 명예의 연맹을 위한 적합한 파트너가 있습니다."라고 말했다.
대통령 윌슨은 막 태동한 의원내각제가 러시아의 전쟁 기여를 활성화할 것이라고 기대하며 임시정부와의 관계를 구축하기 위해 상당한 노력을 기울였다. 독일과의 전쟁 선포를 요청한 다음 날, 윌슨은 새로운 러시아 정부에 3억 2,500만 달러(이 중 약 절반만이 실제로 사용됨)에 달하는 미국 정부 신용을 제공하기 시작했다. 윌슨은 또한 엘리후 루트가 이끄는 루트 사절단을 YMCA, 인터내셔널 하베스터 회사 등 미국노동연맹 지도자들을 포함하여 페트로그라드에 파견하여 미국이 러시아의 전쟁 참여를 더욱 장려할 수 있는 수단을 협상하게 했다. 잘못 선택된 대표단, 대표단의 관심 부족, 그리고 페트로그라드 소비에트(일부 구성원은 계속되는 러시아 전쟁 노력에 반대했다)의 역할과 영향력에 대한 상당한 무관심으로 인해, 이 사절단은 두 나라에 거의 도움이 되지 않았다. 국가 상황에 대한 인상을 임시정부로부터 직접 받은 페트로그라드에서 만족스러운 보고서가 돌아왔음에도 불구하고, 국민과 군대와 더 밀접하게 접촉하는 미국 영사 및 군 관리들은 때때로 워싱턴에 새로운 정부에 대한 가정에 더 회의적일 것을 경고했다. 그럼에도 불구하고, 미국 정부와 대중은 10월 혁명으로 임시정부가 무너지는 것에 놀랐고 당황했다.

#### 소비에트 러시아

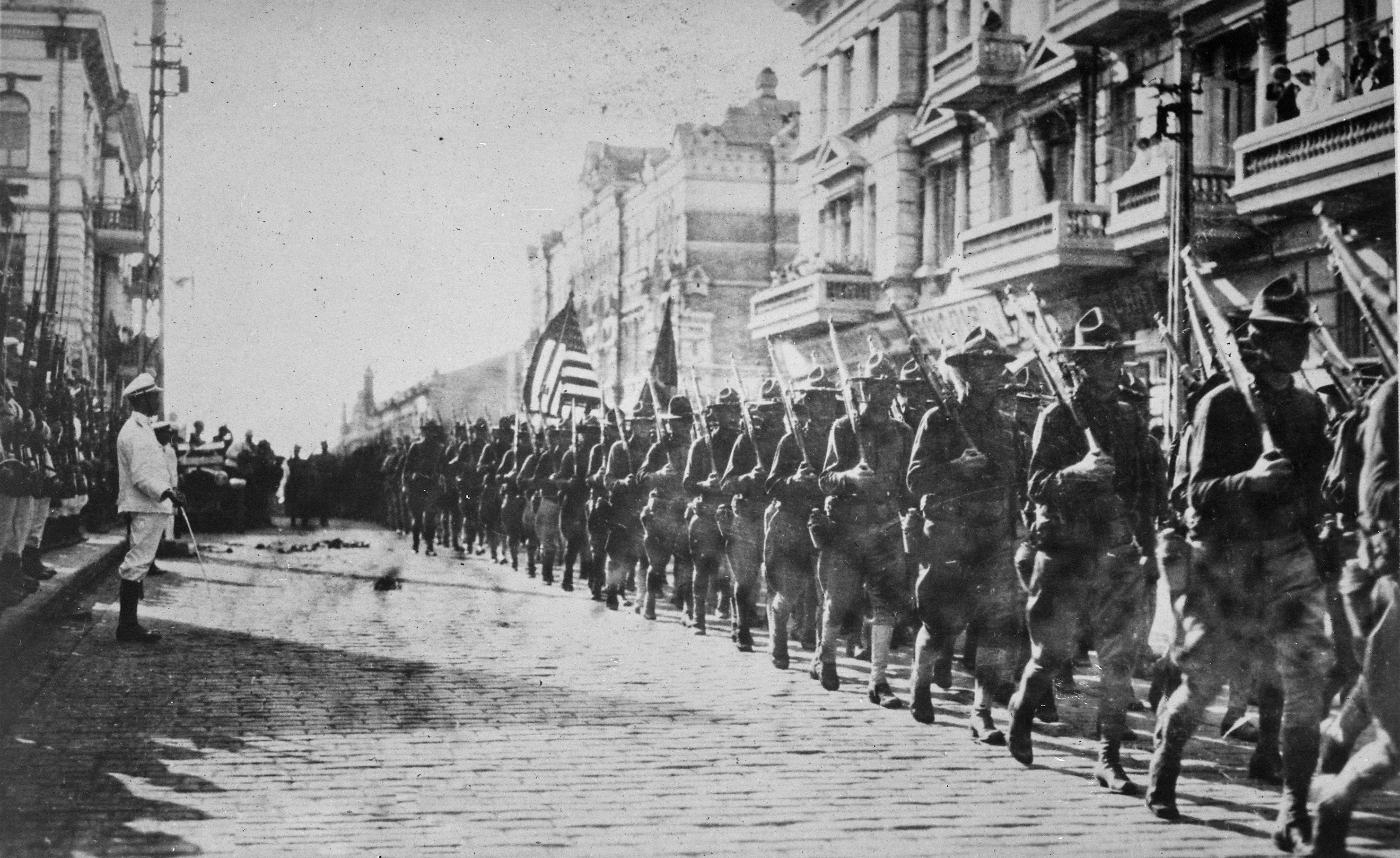
1918년 8월 연합군의 러시아 내전 개입에 이어 블라디보스토크에서 행진하는 미군

10월 혁명으로 볼셰비키가 러시아를 장악한 후, 블라디미르 레닌은 러시아를 제1차 세계 대전에서 철수시켜 독일이 병력을 재배치하여 서부 전선에서 연합군과 맞서게 했다. 이로 인해 연합국은 새로운 러시아 정부가 삼국협상의 단독 강화 금지 조항을 위반한 배신자로 간주하게 되었다. 동시에 윌슨 대통령은 새로운 러시아 소비에트 연방 사회주의 공화국이 저지른 인권 침해를 점점 더 인식하게 되었고, 새로운 정권의 맹렬한 무신론과 계획 경제 주장에 반대했다. 그는 또한 공산주의가 서방 세계의 나머지 부분으로 확산될 것을 우려했으며, 그의 획기적인 14개조 평화 원칙의 일부는 공산주의에 대한 대안적인 세계 이데올로기로서 자유민주주의를 제공하려는 의도였다.
그러나 윌슨 대통령은 또한 새로운 국가가 러시아 내전의 혼란이 끝난 후 결국 자유 시장 경제로 전환될 것이며, 소비에트 러시아에 대한 개입은 오히려 국가를 미국에 등을 돌리게 할 것이라고 믿었다. 그는 또한 14개조 평화 원칙에서 전쟁에 대한 불간섭 정책을 옹호했지만, 옛 러시아 제국의 폴란드 영토는 새로 독립한 폴란드 제2공화국에 양도되어야 한다고 주장했다. 또한 미국 상원 외교위원회의 의장인 헨리 캐벗 로지를 포함한 미국의 많은 윌슨의 정치적 반대자들은 독립적인 우크라이나가 수립되어야 한다고 믿었다. 그럼에도 불구하고, 미국은 일본의 러시아 점령지 확장과 연합국 편의 체코슬로바키아 군단에 대한 지지라는 우려 때문에 북부 러시아와 시베리아에 소수의 병력을 파견했다. 미국은 또한 백군에게 식량 및 보급품과 같은 간접적인 원조를 제공했다.
1919년 파리 강화 회의에서 윌슨 대통령과 데이비드 로이드 조지 영국 총리는 조르주 클레망소 프랑스 총리와 시드니 손니노 이탈리아 외무장관의 반대에도 불구하고, 볼셰비키와 러시아 백군 사이에 회의에 대한 공통 러시아 대표단을 구성하기 위해 프린키포에서 정상 회담을 개최하자는 아이디어를 추진했다. 레프 트로츠키와 게오르기 치체린이 이끄는 소련 외무부는 영국과 미국 사절단을 정중하게 받아들였지만, 회의가 세계혁명으로 휩쓸릴 낡은 자본주의 질서로 구성되어 있다고 믿었기 때문에 합의할 의사가 없었다. 1921년까지 볼셰비키는 러시아 내전에서 우위를 점하고, 로마노프 황실을 살해하고, "인민의 적"에 대항하여 적색 테러를 조직하고, 차르의 채무를 거부하고, 세계 혁명을 요구하자, 세계 대부분의 국가에서 불량국가로 간주되었다. 러시아 내전 외에도, 미국 기업들은 자신들이 투자한 국유화된 산업에 대한 보상을 요구하여 관계가 악화되었다.

#### 미국 구호 활동 및 1921년 러시아 기근

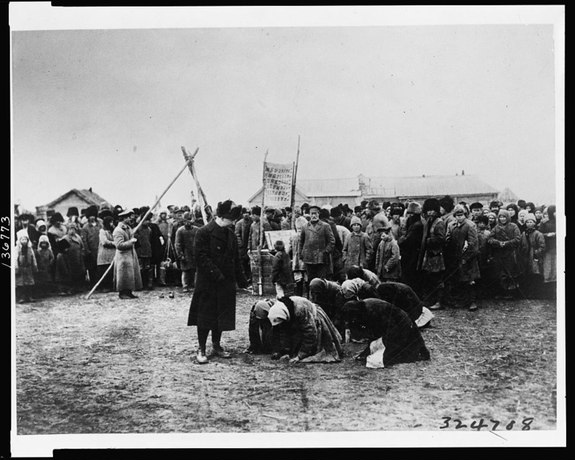
1922년 러시아에서 활동하는 미국 구호 행정부

허버트 후버 하에, 전쟁 후 미국 구호 행정부를 통해 유럽에 대규모 식량 구호가 배포되었다. 1921년, 소련 정부의 전시공산주의 정책으로 발생한 러시아 SFSR의 파괴적인 기근을 완화하기 위해, ARA의 유럽 책임자인 월터 라이먼 브라운은 리가의 러시아 인민외교위원 막심 리트비노프와 협상하기 시작했다. (당시 라트비아는 아직 소련에 합병되지 않았다). 1921년 8월 21일에 합의가 이루어졌고, 추가적인 이행 합의는 브라운과 인민 대외 무역 위원 레오니트 크라신에 의해 1921년 12월 30일에 서명되었다. 미국 의회는 1921년 말 러시아 기근 구호법에 따라 2천만 달러를 구호 자금으로 할당했다. 후버는 볼셰비키즘을 강력히 싫어했으며, 미국의 원조가 서구 자본주의의 우월성을 보여주고 공산주의 확산을 억제하는 데 도움이 될 것이라고 생각했다.
절정에 달했을 때, ARA는 300명의 미국인, 120,000명 이상의 러시아인을 고용하고 매일 1,050만 명의 사람들을 먹였다. 러시아에서의 작전은 윌리엄 N. 해스켈 대령이 이끌었다. ARA의 의료 부서는 1921년 11월부터 1923년 6월까지 운영되었으며, 당시 러시아를 휩쓸던 발진티푸스 전염병을 극복하는 데 도움을 주었다. ARA의 기근 구호 작전은 러시아에서 훨씬 작은 메노나이트, 유대인 및 퀘이커 기근 구호 작전과 병행하여 진행되었다.

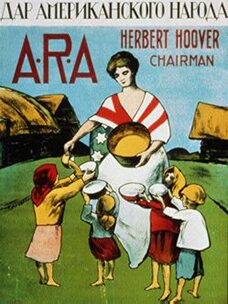
1921년 ARA 포스터, 러시아어로 "미국 인민의 선물"이라고 쓰여 있음

ARA의 러시아 내 활동은 1923년 6월 15일, 레닌 치하의 러시아가 곡물 수출을 재개한 사실이 밝혀진 후 중단되었다.

#### 초기 무역
미국 외교 정책 지도자들은 1922년 소비에트 러시아에 의해 건국된 소련이 미국 가치에 적대적인 위협이라고 확신했다. 공화당 국무장관 찰스 에번스 휴스는 인정을 거부하며 노동조합 지도자들에게 "모스크바의 통치자들은 전 세계 어디든 기존 정부를 파괴하려는 원래의 목적을 포기하지 않았다"고 말했다. 캘빈 쿨리지 대통령 하에서 국무장관 프랭크 빌링스 켈로그는 크렘린의 국제 기관인 코민테른이 "기존 질서를 전복시키기 위해" 미국을 포함한 다른 국가들에 대한 전복을 적극적으로 계획하고 있다고 경고했다. 허버트 후버는 1919년에 윌슨에게 "우리는 이러한 살인적인 폭정을 조금이라도 인정한다면 유럽의 모든 국가에서 급진주의를 자극하고 우리 자신의 모든 국가적 이상을 침해할 것"이라고 경고했다. 미국 국무부 내에서는 1924년경 로버트 F. 켈리가 동유럽 문제를 담당하는 부서를 장악했는데, 그는 공산주의에 대한 열렬한 반대자였으며, 조지 케넌과 찰스 볼렌을 포함한 한 세대의 전문가들을 훈련시켰다.
한편, 영국은 모스크바와의 관계, 특히 무역 관계를 재개하는 데 주도적인 역할을 했지만, 공산주의 전복을 계속 의심하고 크렘린의 러시아 채무 거부에 분노했다. 워싱턴 외부에서는 특히 기술 분야에서 새로운 관계에 대한 미국의 지지가 있었다. 국제 무역이 전쟁을 피하는 최선의 방법이라는 믿음에 전념한 헨리 포드는 자신의 포드 모터 컴퍼니를 사용하여 트럭 산업을 건설하고 러시아에 트랙터를 도입했다. 건축가 앨버트 칸은 1930년에 소련의 모든 산업 건설에 대한 컨설턴트가 되었다. 좌익의 소수 지식인들이 관심을 보였다. 1930년 이후, 많은 활동가 지식인들이 미국 공산당의 회원이 되거나 동조자가 되어 소련에 대한 지지를 선동했다. 미국의 노동 운동은 분열되어 미국노동연맹 (AFL)은 반공주의의 강력한 요새였고, 1930년대 후반의 좌익 요소들은 경쟁 단체인 산업별 조합 회의 (CIO)를 형성했다. CPUSA는 1946년부터 회원들이 제거될 때까지 CIO에서 중요한 역할을 했으며, 미국의 조직 노동은 강력한 반소주의가 되었다.
1924년에 설립된 뉴욕에 본사를 둔 암토르그 무역 회사는 소련과 미국 간의 무역을 관장하는 주요 조직이었다. 1946년까지 암토르그는 수백만 달러 규모의 무역을 조직했다. 암토르그는 주로 목재, 모피, 아마, 붓모, 캐비아로 구성된 소련의 거의 모든 수출품과 소련 산업 및 농업을 위한 원자재 및 기계 수입품을 처리했다. 또한 미국 기업에 소련의 무역 기회에 대한 정보를 제공하고 소련 산업에 미국 기업에 대한 기술 뉴스 및 정보를 제공했다. 암토르그는 소련의 미국 스파이 활동에도 연루되었다. 1942년부터는 주미 소련 정부 구매 위원회가 무역과 스파이 활동 모두에서 합류했다.
레닌 재임 기간 동안, 미국 사업가 아만드 해머는 소련에 연필 공장을 설립하고 독일 장인을 고용했으며 미국 곡물을 소련으로 수송했다. 해머는 또한 우랄 산맥 동쪽에 석면 광산과 모피 포획 시설을 설립했다. 전쟁 공산주의의 실패로 인한 레닌의 신경제정책 동안, 아만드 해머는 소련과의 거래에서 38개의 국제 기업을 위한 중재자가 되었다. 레닌 사망 전, 해머는 소련으로의 포드슨 트랙터 수입을 협상했는데, 이는 국내 농업 기계화에 중요한 역할을 했다. 나중에 스탈린이 집권한 후, 해머는 미국-소련 협상가로서 추가적인 거래를 협상했다.
역사학자 하비 클레어는 아만드 해머가 "1921년 레닌을 만났고, 연필 제조 허가에 대한 대가로 유럽과 미국에서 공산당을 위한 소련 자금을 세탁하는 데 동의했다"고 설명한다. 역사학자 에드워드 제이 엡스타인은 "해머는 여러 면에서 모스크바로부터 특별한 대우를 받았다. 그는 1932년 미국으로 돌아올 때 소련 정부로부터 수백만 달러 상당의 차르 예술품을 국외로 반출할 수 있도록 허용되었다"고 언급했다. 언론인 앨런 판햄에 따르면, "수십 년 동안 해머는 러시아를 계속 여행하며 그 지도자들과 어울렸는데, CIA와 FBI 모두 그를 완전한 요원으로 의심할 정도였다."
1929년, 헨리 포드는 고리키(스탈린은 니즈니노브고로드의 이름을 자신이 좋아하는 작가의 이름을 따서 바꿨다)에 소련 최초의 자동차 공장인 GAZ를 건설하는 데 9년간 기술 지원을 제공하기로 러시아와 합의했다. 이 공장은 포드 모델 A와 모델 AA 트럭을 생산할 예정이었다. 공장 건설을 위한 추가 계약은 1929년 8월 23일 오스틴 컴퍼니와 체결되었다. 이 계약에는 공장 운영 첫 4년 동안 조립을 위한 3천만 달러 상당의 포드 자동차 및 트럭 구매가 포함되었으며, 그 후 공장은 점진적으로 소련제 부품으로 전환할 예정이었다. 포드는 장비 설치 및 인력 훈련을 돕기 위해 엔지니어와 기술자를 소련에 파견했으며, 100명 이상의 소련 엔지니어와 기술자는 포드의 디트로이트 및 디어본 공장에 배치되어 "회사의 공장에서 제조 및 조립 방법과 실습을 배우는 목적"을 달성했다.

#### 루스벨트-리트비노프 1933년 승인 협정

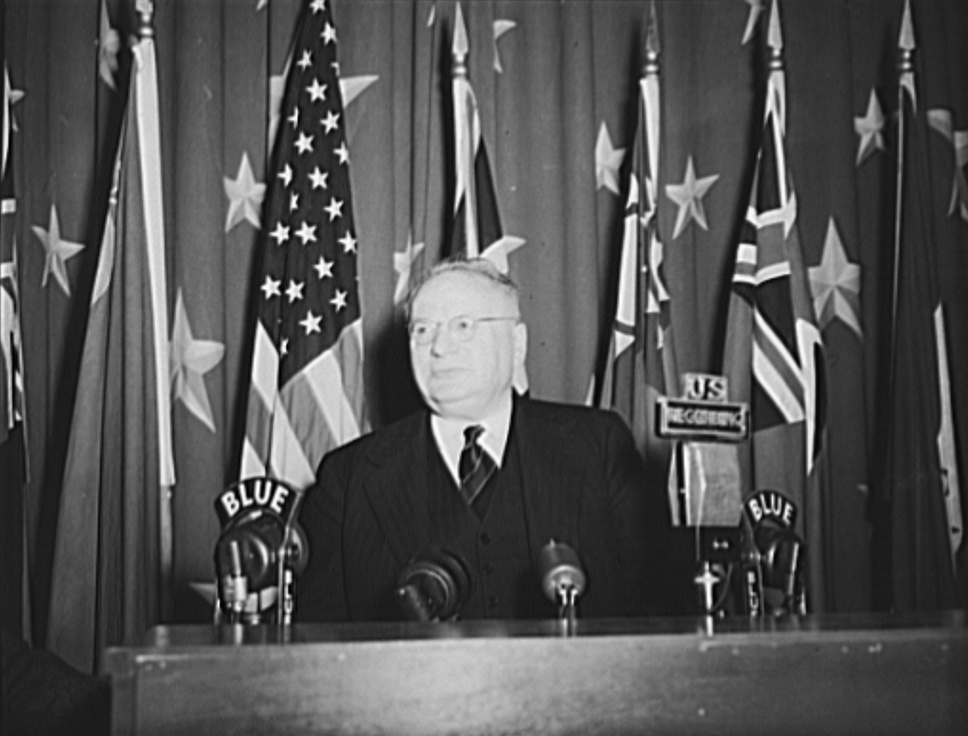
막심 리트비노프, 소련 외무장관 (1930년-1939년) 및 주미 대사 (1941년-1943년)

1933년까지 미국 재계와 신문 편집자들은 외교적 인정을 요구하고 있었다. 재계는 소련과의 대규모 무역을 간절히 바랐다. 미국 정부는 옛 차르 시대의 채무 상환과 미국 내 전복 운동을 지원하지 않겠다는 약속을 기대했다. 프랭클린 D. 루스벨트 대통령은 그의 친한 친구이자 고문인 헨리 모건소 주니어와 러시아 전문가인 윌리엄 C. 불릿의 도움을 받아 국무부를 건너뛰고 주도권을 잡았다. 루스벨트는 당시 1100개 신문 편집자들에게 여론 조사를 의뢰했는데, 63%가 소련 승인을 찬성했고 27%가 반대했다. 루스벨트는 소련에서의 종교인 박해와 교회의 체계적인 파괴에서 비롯된 가톨릭 지도자들의 반대를 극복하기 위해 직접 만났다. 루스벨트는 이어서 1933년 11월 막심 리트비노프 외무장관을 워싱턴으로 초청하여 일련의 고위급 회담을 가졌다. 그와 루스벨트는 소련에서 일하는 미국인들의 종교 자유 문제에 합의했다. 소련은 미국의 내정에 간섭하지 않겠다고 약속했지만, 이는 지켜지지 않았다. 또한 소련 내 어떤 조직도 미국을 해치거나 무력으로 정부를 전복시키기 위해 활동하지 않도록 보장하겠다고 약속했지만, 이 역시 지켜지지 않았다. 양측은 채무 문제를 나중으로 미루기로 합의했다. 루스벨트는 이에 따라 1933년 11월 16일 루스벨트-리트비노프 협정에 서명하면서 정상 관계 재개에 합의했다고 발표했다. 이 조치에 대한 불만은 거의 없었다.
그러나 부채 문제에 대한 진전은 없었고, 추가적인 무역도 거의 없었다. 역사학자 저스터스 D. 돈케와 마크 A. 스톨러는 "양국 모두 곧 이 협정으로 인해 환멸을 느꼈다"고 지적한다. 많은 미국 사업가들은 대규모 무역으로 인한 이득을 기대했지만, 이는 결코 실현되지 않았고, 오히려 미국이 소련에 기술을 공급하는 일방적인 움직임이었다.
루스벨트는 윌리엄 불릿을 1933년부터 1936년까지 소련 대사로 임명했다. 불릿은 소련-미국 관계에 대한 큰 기대를 가지고 모스크바에 도착했지만, 정권의 전체주의적 성격과 테러로 인해 가까이서 살펴보자 소련 지도부에 대한 그의 견해는 악화되었다. 임기가 끝날 무렵, 불릿은 소련 정부에 대해 공개적으로 적대적이었다. 그는 남은 평생 동안 솔직한 반공주의자로 남았다.

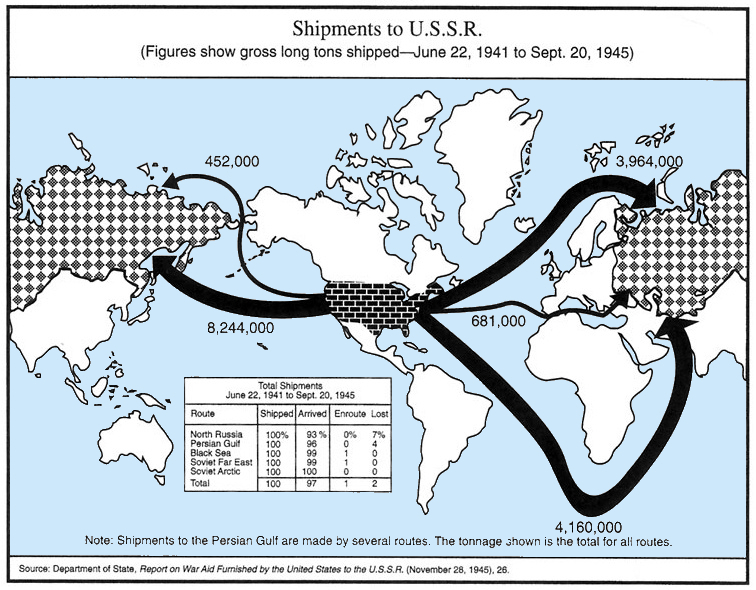
무기대여법의 일환으로 소련에 전달된 미국 장비 및 보급품을 보여주는 지도

### 제2차 세계 대전 (1939년-1945년)
독일이 1941년 6월 소련을 침공하기로 결정하기 전까지 관계는 여전히 긴장 상태였다. 소련의 핀란드 침공, 독일-소련 불가침 조약, 소련의 발트 3국 점령, 소련의 폴란드 침공이 발생하여 소련은 국제연맹에서 추방되었다. 1941년 침공이 시작되자 소련은 영국과 상호 지원 조약을 체결했고, 미국의 무기대여법으로부터 대규모 지원을 받아 미국-소련 간의 긴장이 완화되었으며, 독일과 추축국과의 전쟁에서 과거의 적들을 한데 모았다.
미국과 소련 간의 작전 협력은 다른 연합국 간의 협력보다 현저히 적었지만, 미국은 그럼에도 불구하고 무기대여법 프로그램을 통해 소련에 엄청난 양의 무기, 선박, 항공기, 철도 차량, 전략물자, 식량을 제공했다. 미국과 소련은 독일과의 전쟁뿐만 아니라 이념적 영향력 확장을 위해서도 노력했다. 미국이 전쟁에 참여하기 전, 훗날 대통령이 되는 해리 S. 트루먼은 어느 쪽이든 지는 한 독일군이든 러시아군이든 죽는 것은 중요하지 않다고 말했다.
만약 독일이 이기고 있다면 우리는 러시아를 도와야 하고, 만약 러시아가 이기고 있다면 우리는 독일을 도와야 한다. 그렇게 하여 가능한 한 많은 사람들을 죽게 해야 한다. 비록 어떤 상황에서도 히틀러가 승리하는 것을 보고 싶지는 않지만 말이다.

이 인용문은 마지막 부분이 제외된 채 나중에 소련과 러시아 선전에서 국가를 파괴하려는 미국의 음모의 "증거"로 단골로 등장했다.

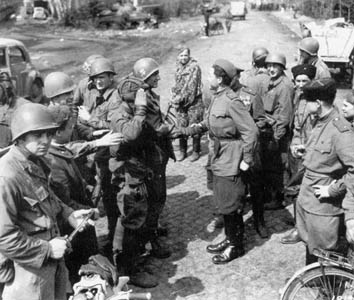
1945년 4월 엘베 강 동쪽에서 소련군과 미군이 만났다.

미국 러시아 문화 협회(러시아어: Американо–русская культурная ассоциация)는 1942년 미국에서 소련과 미국 간의 문화적 유대를 장려하기 위해 조직되었으며, 니콜라스 레리히가 명예 회장을 맡았다. 이 단체의 첫 연간 보고서는 다음 해에 발행되었다. 이 단체는 1947년 니콜라스 레리히가 사망한 후에는 오래 지속되지 않은 것으로 보인다.
총 $110억에 달하는 물품이 미국에서 무기대여법을 통해 전달되었다. 여기에는 40만 대 이상의 지프 및 트럭, 12,000대의 전투 차량 (7,000대의 탱크 포함, 이 중 약 1,386대는 M3 리였고 4,102대는 M4 셔먼이었다); 11,400대의 항공기 (4,719대가 벨 P-39 에어라코브라였음) 및 175만 톤의 식량이 포함되었다.
대략 1,750만 톤의 군사 장비, 차량, 산업 용품 및 식량이 서반구에서 소련으로 운송되었으며, 이 중 94%는 미국에서 왔다. 비교하자면, 1942년 1월부터 1945년 5월까지 미군에 보급하기 위해 총 2,200만 톤이 유럽에 상륙했다. 미군 표준에 따르면, 페르시아 회랑을 통한 소련에 대한 미국의 보급품만으로도 전선에 60개 전투 사단을 유지하기에 충분했다고 추정된다.
미국은 1941년 10월 1일부터 1945년 5월 31일까지 소련에 다음을 전달했다. 트럭 427,284대, 전투 차량 13,303대, 모터사이클 35,170대, 군수 서비스 차량 2,328대, 석유 제품 (휘발유 및 기름) 2,670,371톤 또는 고옥탄 항공유의 57.8%, 통조림 4,478,116톤 (통조림, 설탕, 곡분, 소금 등), 증기 기관차 1,911대, 디젤 기관차 66대, 평판차 9,920대, 덤프 카 1,000대, 탱크 카 120대, 중장비 차량 35대. 제공된 군수품 (탄약, 포탄, 지뢰, assorted 폭발물)은 총 국내 생산량의 53%에 달했다. 여러 품목 중 하나는 포드의 리버 루지 공장에서 통째로 들어올려 소련으로 이전된 타이어 공장이었다. 1947년 공급품 및 서비스의 화폐 가치는 약 110억 달러에 달했다.
1943년 8월 10일, 워싱턴 D.C.에서 대통령 특별 보좌관 해리 홉킨스에게 보낸 메모:
제2차 세계 대전에서 러시아는 지배적인 위치를 차지하며 유럽에서 추축국을 패배시키는 결정적인 요소이다. 시칠리아에서 영국과 미국의 군대가 2개 독일 사단의 저항을 받고 있는 동안, 러시아 전선은 약 200개 독일 사단의 관심을 받고 있다. 연합군이 대륙에 제2전선을 열더라도, 그것은 러시아 전선의 부차적인 전선이 될 것이며, 러시아 전선이 계속 주요 노력이 될 것이다. 러시아가 전쟁에 참여하지 않는다면, 유럽에서 추축국을 물리칠 수 없으며, 유엔의 입장은 위태로워진다. 마찬가지로, 러시아의 전후 유럽에서의 위치는 지배적일 것이다. 독일이 붕복된 이상, 유럽에는 러시아의 엄청난 군사력에 대항할 힘이 없다.

### 냉전 (1947년-1991년)
제2차 세계 대전이 끝나자 두 국가 간의 이전 분열이 재연되었다. 독일의 패배 이후 동유럽에서 공산주의가 확장되자 소련은 동유럽 국가들을 장악하고 지도부와 지식인들을 숙청하며 괴뢰 공산 정권을 수립하여 사실상 이들을 종속국이나 위성국으로 만들었다. 이는 서방의 자유 시장 경제, 특히 마셜 플랜으로 황폐해진 대륙을 재건하고 경제를 부흥하고 현대화하는 데 도움을 주며 서유럽에서 사실상 경제적, 정치적 리더십을 확립한 미국을 걱정하게 했다. 반면 소련은 위성국들이 소련에 배상금을 지불하거나 단순히 약탈하게 함으로써 위성국들의 자원을 고갈시키고 있었다.

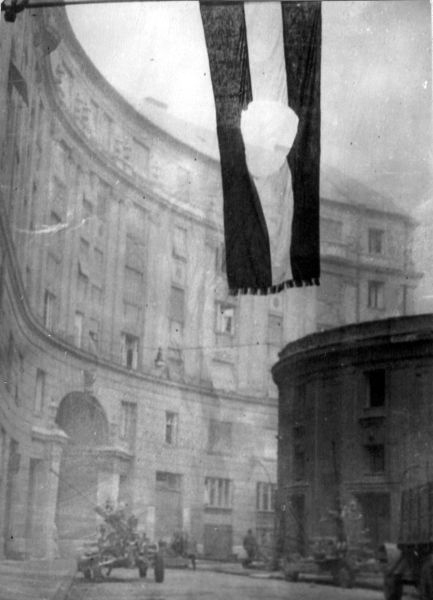
공산주의 문장이 잘려나간 헝가리 국기 (1949년-1956년)는 반소 혁명 상징이었다.

미국과 소련은 서로 대립하는 두 가지 경제 및 정치 이념을 추진했고, 양국은 이러한 이념을 따라 국제적 영향력을 놓고 경쟁했다. 1947년 3월 12일 소련의 동유럽 장악에 대한 대응으로 트루먼 독트린이 발표된 시점부터 1991년 12월 26일 소련 해체에 이르기까지 약 45년간 지속된 이 장기적인 지정학적, 이념적, 경제적 투쟁은 냉전으로 알려져 있다.

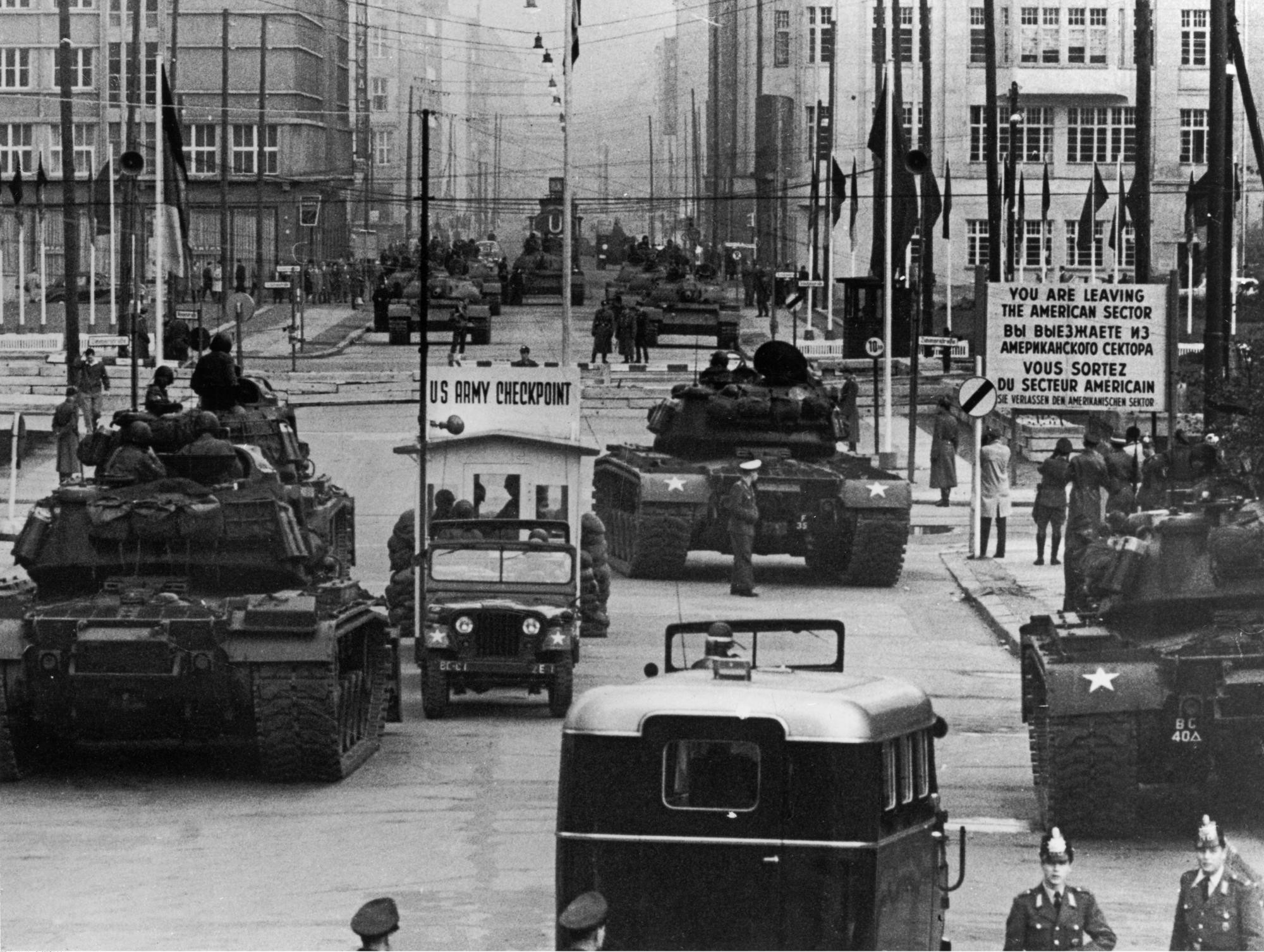
미국과 소련 전차들이 서로 대치한다. 1961년 체크포인트 찰리에서 촬영.

소련은 1949년에 최초 핵무기를 폭발시켜 미국의 핵무기 독점을 종식시켰다. 미국과 소련은 소련이 붕괴할 때까지 지속된 재래식 및 핵 군비 경쟁에 돌입했다. 안드레이 그로미코는 소련의 외무장관이었고, 세계에서 가장 오래 재직한 외무장관이다.

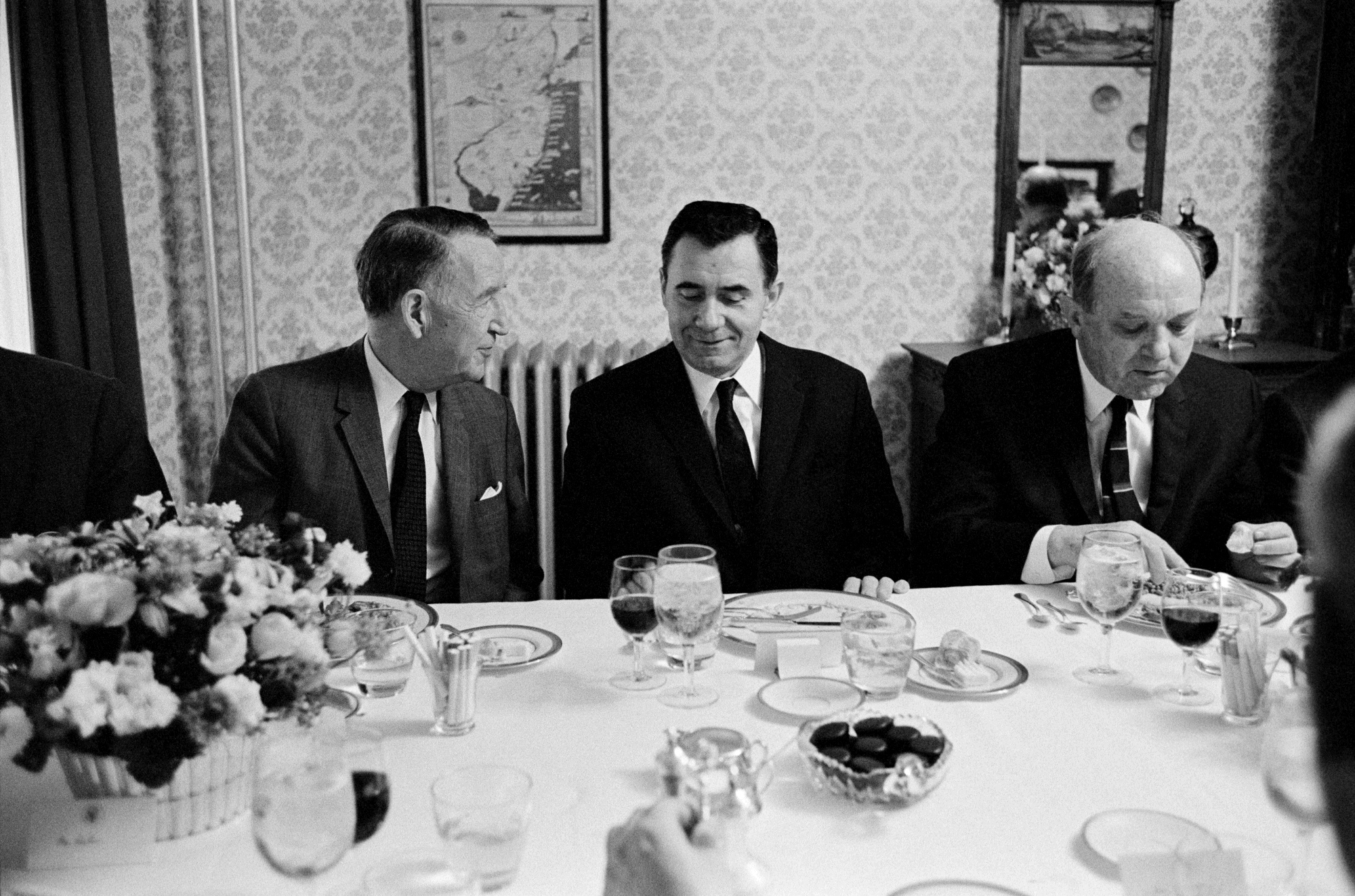
왼쪽부터: 르웰린 톰슨, 소련 외무장관 안드레이 그로미코, 그리고 딘 러스크

독일의 패배 이후, 미국은 마셜 플랜으로 서유럽 동맹국들을 경제적으로 돕고자 했다. 미국은 소련에도 마셜 플랜을 확대 적용했으나, 소련 위성국들의 민주주의와 자유 선거 수용이라는 조건이 붙어 소련이 결코 받아들이지 않을 것임을 미국은 알고 있었다. 소련은 1949년 코메콘으로 마셜 플랜에 맞서려 했고, 이는 본질적으로 같은 일을 했지만, 재건을 위한 명확한 계획이라기보다는 경제 협력 협정에 가까웠다. 미국과 서유럽 동맹국들은 유대를 강화하고자 했고, 이는 1949년 본질적으로 방어 협정인 NATO를 통해 가장 두드러지게 이루어졌다. 소련은 1955년 바르샤바 조약으로 이에 맞섰고, 동구권과 유사한 결과를 낳았다. 1955년까지 소련은 이미 동부 위성국들 전역에 무장 병력과 정치적 지배를 확립했으므로, 이 조약은 오랫동안 "불필요"하다고 여겨졌다. 명목상 "방어" 동맹이었지만, 이 조약의 주요 기능은 소련이 동유럽 위성국들에 대한 패권을 보호하는 것이었으며, 이 조약의 유일한 직접적인 군사 행동은 자국 회원국들이 이탈하는 것을 막기 위한 침공이었다. 1961년 동독은 동베를린 시민들이 서베를린 (미국 동맹국 서독의 일부)으로 도피하는 것을 막기 위해 베를린 장벽을 건설했다. 이는 케네디 대통령이 가장 유명한 반소 연설 중 하나인 "나는 베를린 사람입니다"를 발표하는 계기가 되었다.
1949년, 서방 정부들은 바르샤바 조약기구 회원국 및 기타 특정 국가들의 군사적 효과를 향상시킬 수 있는 민감한 첨단 기술 수출을 감시하기 위해 대공산권 수출 통제 위원회 (CoCom)를 설립했다.
냉전의 모든 측면은 스파이 활동에 참여했다. 외교 스파이 활동과 국내 감시를 담당하는 소련 KGB는 그 효과로 유명했다. 가장 유명한 소련 작전은 미국의 맨해튼 계획에서 중요한 정보를 전달한 원자폭탄 스파이와 관련이 있었으며, 이는 소련이 미국이 핵폭탄을 터뜨린 지 4년 후이자 예상보다 훨씬 빨리 1949년에 첫 핵무기를 폭발시키는 결과를 낳았다. 소련 전역의 대규모 정보원 네트워크는 공식 소련 정치 및 도덕에 대한 반대 의견을 감시하는 데 사용되었다.

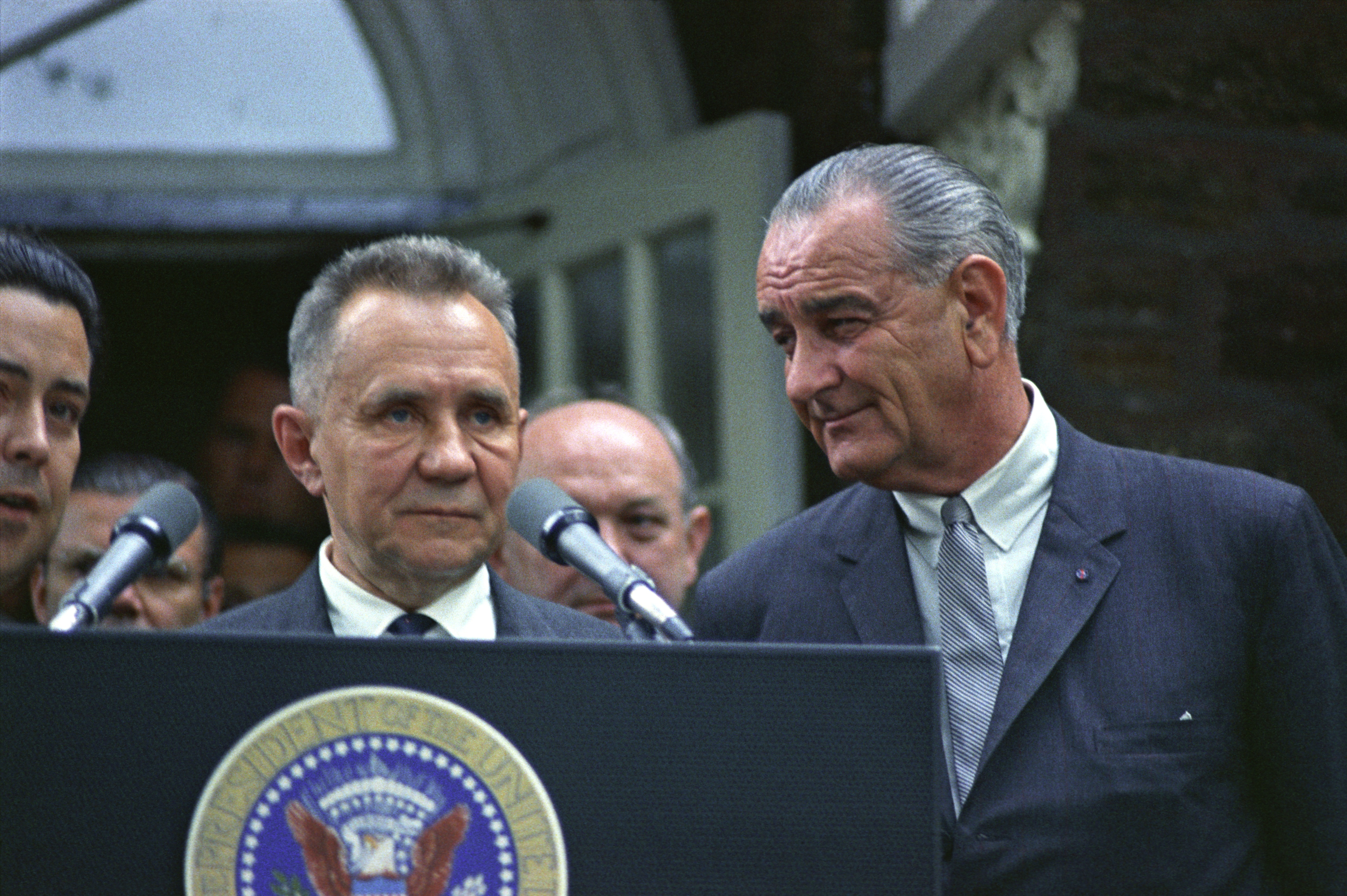
1967년 글래스버러 정상회담에서 알렉세이 코시긴 소련 총리와 린든 B. 존슨 미국 대통령.

#### 데탕트
데탕트는 1969년 리처드 닉슨 대통령과 그의 수석 고문 헨리 키신저의 외교 정책의 핵심 요소로 시작되었다. 그들은 봉쇄 정책을 끝내고 소련과 중국과의 우호적인 관계를 원했다. 이 두 나라는 치열한 경쟁 관계였고 닉슨은 상대방에게 이점을 주지 않기 위해 워싱턴과 협력할 것이라고 예상했다. 닉슨의 조건 중 하나는 양국이 베트남 전쟁에서 북베트남을 돕는 것을 중단해야 한다는 것이었고, 그들은 그렇게 했다. 닉슨과 키신저는 소련 정부와의 더 큰 대화를 촉진했으며, 여기에는 정기적인 정상 회담과 군비 통제 및 기타 양자 협정에 대한 협상이 포함되었다. 브레즈네프는 1972년 모스크바, 1973년 워싱턴, 그리고 1974년에 다시 모스크바와 키예프에서 닉슨과 정상 회담을 가졌다. 그들은 개인적인 친구가 되었다. 데탕트는 러시아어로 разрядка (razryadka, 대략 "긴장 완화"를 의미)로 알려져 있었다.
이 시기는 SALT I과 헬싱키 협정과 같은 조약의 체결로 특징지어진다. 또 다른 조약인 START II는 논의되었지만 1979년 소련의 아프가니스탄 침공으로 인해 미국에 의해 비준되지 않았다. 데탕트 시기가 평화를 달성하는 데 얼마나 성공적이었는지에 대한 역사가들 사이의 논쟁은 여전히 진행 중이다.

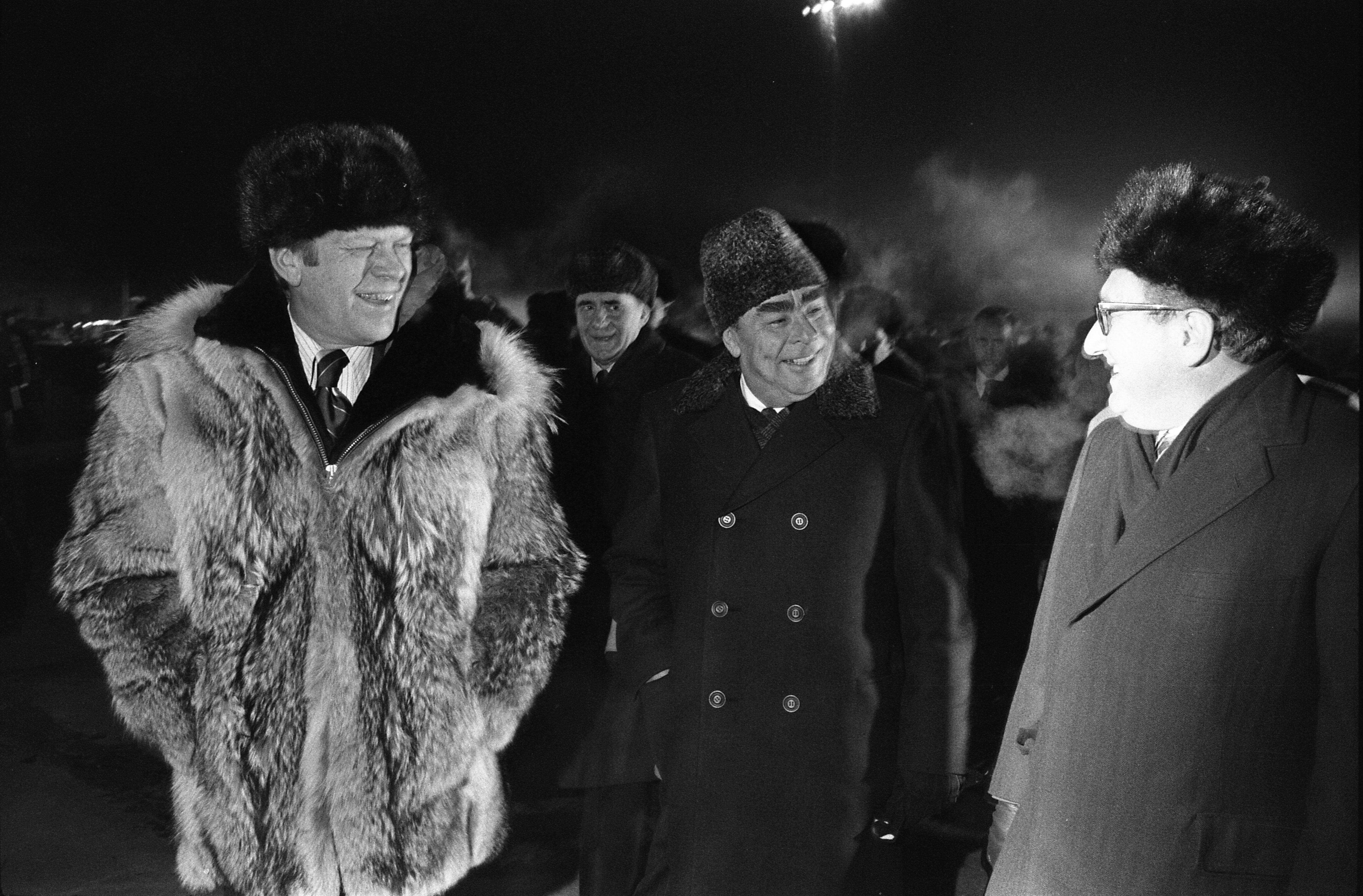
1974년 블라디보스토크 군비 통제 정상회담에서 제럴드 포드 대통령, 레오니트 브레즈네프 서기장, 헨리 키신저가 비공식적으로 대화하고 있다.

1962년 쿠바 미사일 위기 이후, 두 초강대국은 워싱턴 D.C.와 모스크바 사이에 직통 전화 (소위 적색 전화)를 설치하는 데 합의하여, 양국 지도자들이 긴급 상황에서 서로 신속하게 소통하고 미래 위기가 전면전으로 확대될 가능성을 줄일 수 있도록 했다. 미국/소련 데탕트는 그러한 사고의 적용된 확장으로 제시되었다. 1970년대 후반의 SALT II 협정은 SALT I 회담의 작업을 계속하여 소련과 미국의 무기 추가 감축을 보장했다. 소련이 유럽에서 자유 선거를 허용하기로 약속한 헬싱키 협정은 소련에 의한 평화를 보장하는 주요 양보로 불려왔다.
실제로 소련 정부는 법치주의, 시민 자유, 법의 보호 및 재산권을 상당히 억제했는데, 이는 안드레이 비신스키와 같은 소련 법 이론가들에 의해 "부르주아 도덕"의 예시로 간주되었다. 소련은 1973년 시민적 및 정치적 권리에 관한 국제규약과 1975년 헬싱키 협정과 같은 법적 구속력이 있는 인권 문서를 체결했지만, 이들은 공산주의 통치 하의 사람들에게 널리 알려지거나 접근 가능하지 않았고, 공산주의 당국도 이를 진지하게 받아들이지 않았다.:117 소련의 인권 운동가들은 정기적으로 괴롭힘, 탄압 및 체포에 시달렸다.
친소 성향의 미국 사업가이자 옥시덴탈 페트롤리움의 거물인 아만드 해머는 종종 무역 관계를 중재했다. 작가 대니얼 여긴은 그의 저서 "상"에서 해머가 "다섯 명의 소련 서기장과 일곱 명의 미국 대통령 사이의 중재자 역할을 했다"고 썼다. 해머는 레닌의 승인 하에 1920년대부터 소련과 광범위한 사업 관계를 맺어왔다. 1980년 크리스천 사이언스 모니터에 따르면, "그의 소련과의 사업 거래는 스탈린이 집권하면서 중단되었지만, 그는 [1980년] 소련과의 서방 무역 상태를 거의 혼자서 토대를 마련했다." 1974년, 브레즈네프는 "동서 무역을 촉진하는 해머의 역할을 공개적으로 인정했다." 1981년, 뉴욕 타임즈에 따르면, 해머는 "레오니트 브레즈네프와 격의 없는 사이"였다.

#### 냉전 재개 및 해빙

##### 데탕트의 긴장
관계의 전반적인 개선에도 불구하고, 데탕트 기간 동안 다양한 긴장이 나타났다. 여기에는 소련의 바르샤바 조약국 침공을 허용하여 공산주의 통치를 유지하게 한 브레즈네프 독트린, 1972년 리처드 닉슨의 중국 방문으로 인한 미국과 중국 간의 명백한 중소 분쟁이 포함되었다. 그러나 닉슨의 국제 관계 우선순위는 중국 방문 이후에도 소련과의 데탕트였다. 1973년 닉슨은 그의 행정부가 소련과 최혜국 대우 무역 지위를 추구하기 위해 노력하고 있다고 발표했다. 이는 잭슨-배닉 수정안에서 의회에 의해 도전받았다. 미국은 오랫동안 소련과의 무역을 소련에 대한 외교 정책, 특히 1980년대 초 이후 소련 인권 정책과 연관시켜 왔다. 1974년 무역법에 포함된 잭슨-배닉 수정안은 소련에 대한 최혜국 대우 부여를 박해받는 소련 유대인들의 이민 권리와 연계했다. 소련이 유대인 거부자들의 이민 권리를 거부했기 때문에 대통령이 소련에 최혜국 대우를 적용할 수 있는 능력이 제한되었다.

##### 소련의 아프가니스탄 침공과 데탕트의 종말
서방에서는 연계 정책으로도 불리는 데탕트는 대리 갈등과 소련의 개입 증가, 그리고 1979년 제2차 예멘 전쟁을 포함한 사태로 인해 도전을 받았다. 데탕트 시기는 소련의 아프가니스탄 침공 이후 막을 내렸는데, 이는 미국이 주도한 66개국의 1980년 모스크바 올림픽 보이콧으로 이어졌다. 미국, 파키스탄 및 그 동맹국들은 반군을 지원했다. 모스크바를 처벌하기 위해 지미 카터 대통령은 곡물 금수 조치를 부과했다. 카터는 또한 토머스 J. 왓슨 주미 대사를 모스크바에서 소환했고, 소련에 대한 첨단 기술 수출을 중단하고 소련으로부터의 암모니아 수입을 제한했다. 1980년 논문에 따르면 곡물 금수 조치는 소련 경제보다 미국 농부들에게 더 큰 피해를 주었다. 다른 국가들은 소련에 자체 곡물을 판매했고, 소련은 충분한 비축량을 가지고 있었다. 로널드 레이건 대통령은 1981년에 판매를 재개했다. 1980년 레이건의 대통령 당선은 상당 부분 반데탕트 캠페인에 기반을 두고 있었다. 그의 첫 기자회견에서 레이건 대통령은 "데탕트는 소련이 목표를 추구하는 데 사용한 일방통행이었다"고 말했다. 이어서 관계는 폴란드에서의 반점령 저항에 대한 소련의 탄압, SALT II 협상 중단, 그리고 1983년 NATO 훈련 이후 더욱 악화되었다.

##### 레이건의 "악의 제국" 연설에서 소련 공격

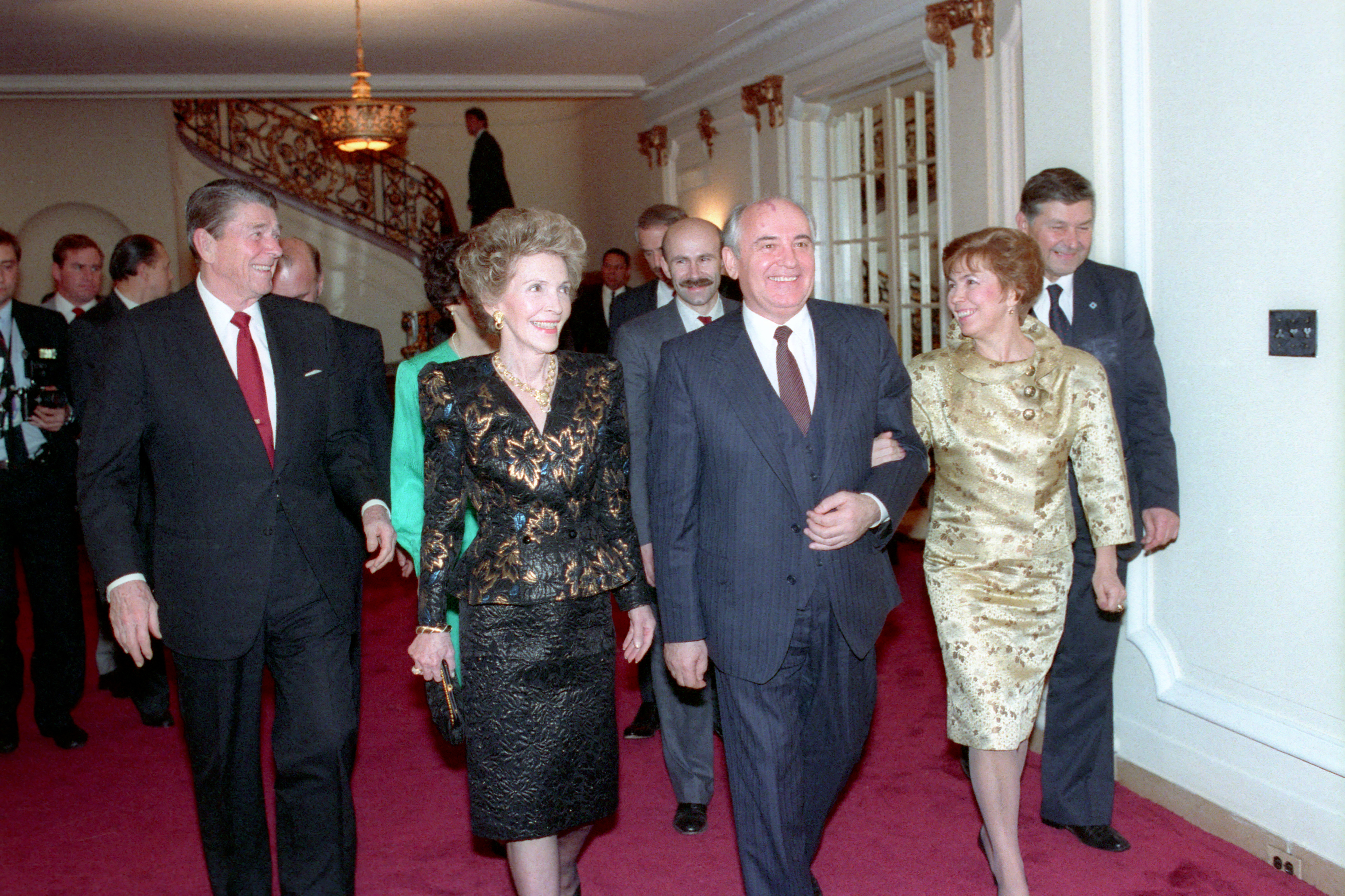
로널드 레이건과 미하일 고르바초프 부부가 1987년 12월 9일 워싱턴의 소련 대사관에서 열린 만찬에 참석했다.

레이건은 아프가니스탄 전쟁 이후 1979년에 시작된 데탕트 정책의 전환을 가속화하며 냉전을 격화시켰다. 레이건은 소련이 미국에 비해 군사적 우위를 점했다고 우려했으며, 레이건 행정부는 군사비 지출 증대가 미군의 군사적 우위를 확보하고 소련 경제를 약화시킬 것이라고 기대했다. 레이건은 미군의 대규모 증강을 명령하여 B-1 랜서 폭격기, B-2 스피릿 폭격기, 순항 미사일, MX 미사일, 그리고 600척 해군에 자금을 투입했다. 소련의 SS-20 배치에 대응하여 레이건은 서독에 나토의 퍼싱 미사일 배치를 감독했다. 대통령은 또한 소련을 "악의 제국"이라고 비난하며 소련과 공산주의 전체주의를 도덕적인 관점에서 강력하게 비난했다.

### 냉전의 종말 (1989년-1991년)

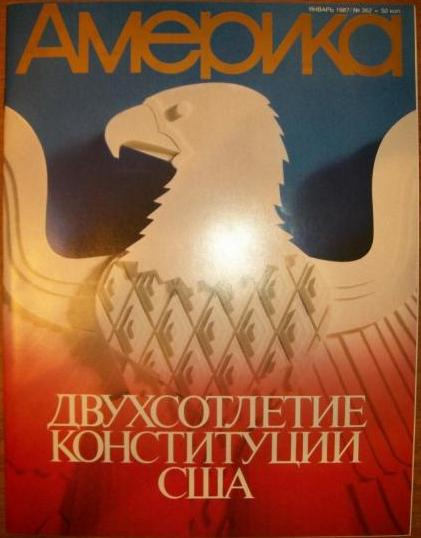
1987년, 미국 헌법 200주년 기념으로 아메리카 (잡지)에서 러시아어로 발행한 미국 반공 포스터

실패하는 소련 경제와 비참한 아프가니스탄 전쟁은 미하일 고르바초프의 집권을 촉진했고, 그는 소련 경제와 사회를 자유화하기 위한 글라스노스트와 페레스트로이카라는 정치 개혁을 도입했다. 1989년 12월 몰타 회담에서 미국과 소련 지도자들은 냉전 종식을 선언했고, 소련군은 아프가니스탄에서 철수했다. 1991년, 양국은 오랜 소련 동맹국이었던 이라크와의 걸프 전쟁에서 협력 관계를 맺었다. 1991년 7월 31일, 양국의 배치된 핵탄두 수를 감축하는 스타트 I 조약이 고르바초프와 부시에 의해 서명되었다. START는 역사상 가장 크고 복잡한 군비 통제 조약을 협상했으며, 2001년 말 최종 이행 결과 당시 존재했던 모든 전략 핵무기의 약 80%가 제거되었다.
레이건과 고르바초프는 레이건의 두 번째 임기 동안 냉전의 긴장을 완화했지만, 부시는 처음에는 소련의 의도에 대해 회의적이었다. 재임 첫 해 동안 부시는 소련이 휴즈(pauza)라고 부르는 레이건의 데탕트 정책의 중단을 추구했다. 1989년 부시가 휴즈 정책을 시행하는 동안, 동유럽의 소련 위성국들은 소련의 지배에 도전했다. 부시는 폴란드 공산주의 지도자들이 6월에 민주 선거를 허용하도록 설득하는 데 도움을 주었고, 이는 반공주의자들의 승리로 이어졌다. 1989년, 모든 위성국에서 공산주의 정부가 무너졌고, 루마니아에서만 상당한 폭력이 발생했다. 1989년 11월, 대규모 대중의 요구로 동독 정부는 베를린 장벽을 개방했고, 곧 베를린 시민들에 의해 철거되었다. 고르바초프는 소련군 파견을 거부하며 브레즈네프 독트린을 사실상 포기했다. 몇 주 내에 동유럽 전역의 공산주의 정권이 붕괴했고, 전 세계의 소련 지원 정당들은 사기가 꺾였다. 미국은 이러한 격변에 직접적으로 관여하지 않았지만, 부시 행정부는 특히 소련 내에서 추가적인 민주 개혁을 훼손하는 것을 피하기 위해 NATO 승리에 대한 의기양양한 모습을 보이지 않았다.
부시와 고르바초프는 1989년 12월 몰타 섬 정상회담에서 만났다. 부시는 남은 임기 동안 고르바초프와 협력적인 관계를 추구하며, 고르바초프가 남아 있는 소련 강경파들을 진압할 것이라고 믿었다. 몰타 정상회담의 핵심 쟁점은 잠재적인 독일의 재통일이었다. 영국과 프랑스가 재통일된 독일에 대해 조심스러워하는 동안, 부시는 헬무트 콜 서독 총리와 함께 독일의 재통일을 추진했다. 고르바초프는 재통일된 독일이 나토의 일부가 되는 것에 반대했지만, 전년도의 격변으로 국내외에서 그의 권력은 약화되었다. 고르바초프는 미국, 소련, 프랑스, 영국, 서독, 동독 간의 "2+4" 회담을 개최하는 데 동의했으며, 이는 1990년에 시작되었다. 광범위한 협상 끝에 고르바초프는 마침내 재통일된 독일이 나토의 일부가 되는 것을 허용하기로 합의했다. 독일에 대한 최종 합의 조약이 체결되면서 독일은 1990년 10월에 공식적으로 재통일되었다.

#### 소련의 붕괴

1991년 소련은 15개의 독립 국가로 해체되었으며, 소련의 후계 국가인 러시아는 분홍색으로 표시되어 있다.

고르바초프는 소련 위성국의 민주화를 용인했지만, 소련 내의 분리주의 운동은 진압했다. 스탈린은 1940년대에 발트 3국인 리투아니아, 라트비아, 에스토니아를 점령하고 합병했다. 옛 지도부는 처형되거나 추방되거나 도피했고, 수십만 명의 러시아인이 이주해 왔지만, 그 어느 곳에서도 러시아인이 다수를 차지하지는 않았다. 증오는 계속 끓어올랐다. 1990년 3월 리투아니아의 독립 선언은 고르바초프에게 강력히 반대되었는데, 그는 리투아니아의 독립을 허용할 경우 소련이 붕괴할 것을 우려했다. 미국은 소련의 발트 3국 합병을 결코 인정하지 않았고, 리투아니아 위기는 부시를 어려운 상황에 처하게 했다. 부시는 독일 통일에서 고르바초프의 협력이 필요했고, 소련의 붕괴가 핵무기를 위험한 손에 남겨둘 수 있다고 우려했다. 부시 행정부는 고르바초프의 리투아니아 독립 운동 진압에 대해 온건하게 항의했지만, 직접적으로 개입하는 조치를 취하지는 않았다. 부시는 소련으로부터의 분리가 가져올 수 있는 무질서를 독립 운동에 경고했다. 1991년 연설에서 비판가들이 "키이우 치킨 연설"이라고 불렀던 이 연설에서 그는 "자살적인 민족주의"에 대해 경고했다.

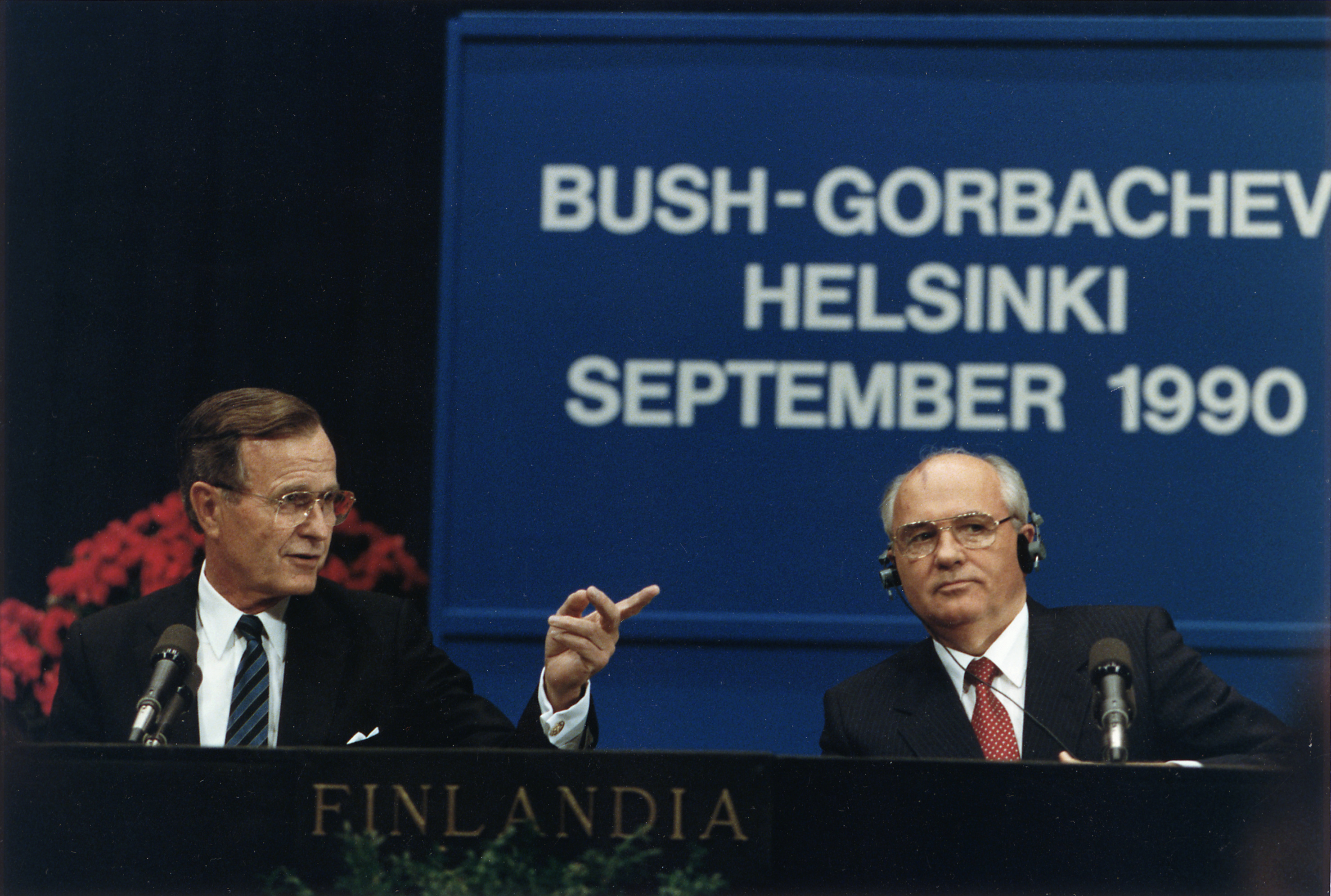
1990년 헬싱키 정상회담에서 부시와 고르바초프

1991년 7월, 부시와 고르바초프는 전략무기감축협정 (START I)을 체결했는데, 이는 1987년 중거리 핵전력 조약 이후 첫 주요 군축 협정이었다. 양국은 전략 핵무기를 30% 감축하기로 합의했으며, 소련은 대륙간 탄도 미사일 병력을 50% 감축하기로 약속했다. 이와 함께 미국 기업들도 자유화된 소련 경제에 진출하기 시작했고, 유명한 미국 기업들이 러시아에 매장을 열었다. 아마도 가장 유명한 예는 맥도날드일 것이다. 모스크바에 처음 개장한 맥도날드 식당은 당황한 소련 시민들이 미국 패스트푸드를 사기 위해 엄청난 줄을 서는 등 문화적 충격을 주었다. 이 나라의 첫 번째 맥도날드는 1990년 1월 31일 모스크바의 푸시킨 광장에서 그랜드 오픈을 했고, 약 38,000명의 고객이 몇 시간 동안 줄을 서서 기다리며 당시 회사 기록을 깼다. 1991년 8월, 강경 보수 공산주의자들이 고르바초프에 대한 쿠데타 시도를 감행했다. 쿠데타는 빠르게 실패했지만, 고르바초프와 소련 중앙 정부의 남은 권력을 꺾었다. 그 달 말, 고르바초프는 공산당 서기장에서 사임했고, 러시아 대통령 보리스 옐친은 소련 재산의 압류를 명령했다. 고르바초프는 1991년 12월 25일 소련이 해체될 때까지 소련 대통령으로서 권력을 유지했다. 소련에서는 15개의 국가가 탄생했으며, 가장 크고 인구가 많은 국가 (또한 10월 혁명으로 소련 국가를 건국한 국가)인 러시아는 유엔 헌장 하의 소련의 모든 권리와 의무, 재정적 의무를 포함하여 전적인 책임을 졌다. 이에 따라 러시아는 소련의 유엔 회원국 지위와 안전 보장 이사회 상임 이사국 지위, 핵 비축량 및 군대에 대한 통제권을 승계했으며, 해외 소련 대사관은 러시아 대사관이 되었다. 부시와 옐친은 1992년 2월에 만나 새로운 "우정과 파트너십" 시대를 선언했다. 1993년 1월, 부시와 옐친은 원조 START 조약에 더해 핵무기 감축을 규정한 START II에 합의했다.

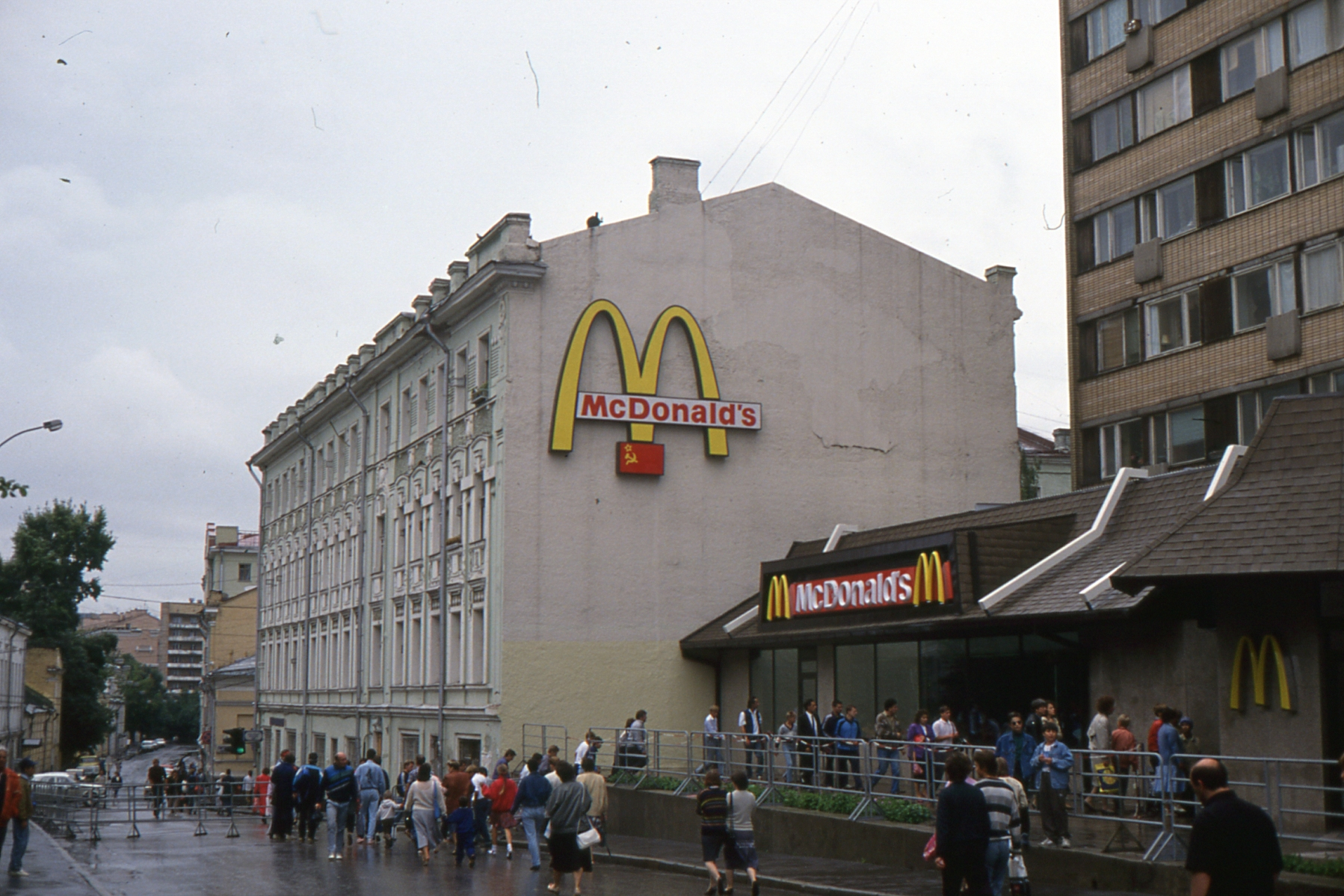
1991년 모스크바 푸시킨 광장에 있는 러시아 첫 맥도날드

## 같이 보기
- 러시아-미국 관계
- 러시아 제국-미국 관계
- 러시아-나토 관계
- 소련-미국 정상회담 목록
- 러시아의 대외 관계
- 소련의 대외 관계
- 러시아 제국의 외교 정책
- 평화공존론
- 국제 관계 (1814년-1919년)
- 제1차 세계 대전의 외교사
- 국제 관계 (1919년-1939년)
- 제2차 세계 대전의 외교사
- 소련 제국
- 동구권
- 냉전

## 더 읽어보기
- Bennett, Edward M. Franklin D. Roosevelt and the Search for Security: American-Soviet Relations, 1933–1939 (1985)
  - Bennett, Edward M. Franklin D. Roosevelt and the Search for Victory: American-Soviet Relations, 1939–1945 (1990).
- Browder, Robert P.  "The First Encounter: Roosevelt and the Russians, 1933" United States Naval Institute proceedings (May 1957) 83#5 pp 523–532.
- Browder, Robert P. The origins of Soviet-American diplomacy (1953) pp 99–127 Online
- Butler, Susan. Roosevelt and Stalin: Portrait of a Partnership (Vintage, 2015).
- Cohen, Warren I. The Cambridge History of American Foreign Relations: Vol. IV: America in the Age of Soviet Power, 1945–1991 (1993).
- Crockatt, Richard. The Fifty Years War: The United States and the Soviet Union in world politics, 1941–1991 (1995).
- Dallek, Robert. Franklin D. Roosevelt and American Foreign Policy, 1932–1945 (Oxford University Press. 1979), a major scholarly study.\; online
- Diesing, Duane J. Russia and the United States: Future Implications of Historical Relationships (No. Au/Acsc/Diesing/Ay09. Air Command And Staff Coll Maxwell Afb Al, 2009).  online 보관됨 20 6월 2017 - 웨이백 머신
- Downing, Taylor. 1983: Reagan, Andropov, and a World on the Brink (Hachette UK, 2018).
- Dunbabin, J.P.D. International Relations since 1945: Vol. 1: The Cold War: The Great Powers and their Allies (1994).
- Feis, Herbert. Churchill-Roosevelt-Stalin: The War They Waged and the Peace They Sought (1957) online; a major scholarly study
- Fenby, Jonathan. Alliance: The Inside Story of How Roosevelt, Stalin and Churchill Won One War and Began Another (2015) excerpt; popular history
- Fike, Claude E. "The Influence of the Creel Committee and the American Red Cross on Russian-American Relations, 1917–1919." Journal of Modern History 31#2 (1959): 93–109. online.
- Fischer, Ben B. A Cold War conundrum: the 1983 soviet war scare  (Central Intelligence Agency, Center for the Study of Intelligence, 1997). online
- Foglesong, David S. The American mission and the 'Evil Empire': the crusade for a 'Free Russia' since 1881 (2007).
- Gaddis, John Lewis. Russia, the Soviet Union, and the United States (2nd ed. 1990) online  covers 1781–1988
- Gaddis, John Lewis. The United States and the Origins of the Cold War, 1941–1947 (2000).
- Garthoff, Raymond L. Détente and confrontation: American-Soviet relations from Nixon to Reagan (2nd ed. 1994) In-depth scholarly history covers 1969 to 1980. online
- Garthoff,  Raymond L. The Great Transition: American-Soviet Relations and the End of the Cold War (1994), In-depth scholarly history, 1981 to 1991, online
- Glantz, Mary E. FDR and the Soviet Union: the President's battles over foreign policy (2005).
- Kennan, George F. Russia Leaves the War: Soviet American Relations 1917–1920 (1956).
- LaFeber, Walter. America, Russia, and the Cold War 1945–2006 (2008). online 1984 edition
- Leffler, Melvyn P. The Specter of Communism: The United States and the Origins of the Cold War, 1917–1953 (1994).
- Lovenstein,  Meno. American Opinion Of Soviet Russia (1941) online
- McNeill, William Hardy. America, Britain, & Russia: Their Co-Operation and Conflict, 1941–1946 (1953), 820 pp; comprehensive overview
- Morris, Robert L. "A Reassessment of Russian Recognition." Historian 24.4 (1962): 470–482.
- Naleszkiewicz, Wladimir. "Technical Assistance of the American Enterprises to the Growth of the Soviet Union, 1929–1933." Russian Review 25.1 (1966): 54–76 online.
- Nye, Joseph S. ed. The making of America's Soviet policy (1984)
- Pomar, Mark G. Cold War Radio: The Russian Broadcasts of the Voice of America and Radio Free Europe/Radio Liberty (University of Nebraska Press, 2022) online scholarly book review
- Saul, Norman E. Distant Friends: The United States and Russia, 1763–1867 (1991)
- Saul, Norman E. Concord and Conflict: The United States and Russia, 1867–1914 (1996)
  - Saul, Norman E. War and Revolution: The United States and Russia, 1914–1921 (2001)
  - Saul, Norman E. Friends or foes? : the United States and Soviet Russia, 1921–1941  (2006) online
- Saul, Norman E. The A to Z of United States-Russian/Soviet Relations (2010)
- Saul, Norman E. Historical Dictionary of Russian and Soviet Foreign Policy (2014).
- Sibley, Katherine A. S. "Soviet industrial espionage against American military technology and the US response, 1930–1945." Intelligence and National Security 14.2 (1999): 94–123.
- Smith, Gaddis. Morality, Reason and Power: American Diplomacy in the Carter Years (1986), 1976–1980.
- Sokolov, Boris V. "The role of lend‐lease in Soviet military efforts, 1941–1945." Journal of Slavic Military Studies 7.3 (1994): 567–586.
- Stoler, Mark A. Allies and Adversaries: The Joint Chiefs of Staff, the Grand Alliance, and US Strategy in World War II. (UNC Press, 2003).
- Taubman, William. Gorbachev  (2017) excerpt
- Taubman, William.  Khrushchev: The Man and His Era (2012), Pulitzer Prize
- Taubman, William. Stalin's American Policy: From Entente to Détente to Cold War (1982).
- Trani, Eugene P. "Woodrow Wilson and the decision to intervene in Russia: a reconsideration." Journal of Modern History 48.3 (1976): 440–461. online
- Ulam, Adam. Expansion and Coexistence: Soviet Foreign Policy, 1917–73 (1974), a major survey
- Ulam, Adam. The rivals : America and Russia since World War II (1976) online
- Unterberger, Betty Miller. "Woodrow Wilson and the Bolsheviks: The 'Acid Test' of Soviet–American Relations." Diplomatic History 11.2 (1987): 71–90. online
- Westad, Odd Arne ed. Soviet-American Relations during the Carter Years (Scandinavian University Press, 1997), 1976–1980.
- White, Christine A. British and American Commercial Relations with Soviet Russia, 1918–1924 (UNC Press, 2017).
- Zubok, Vladislav M.  A Failed Empire: The Soviet Union in the Cold War from Stalin to Gorbachev (2009)

### 주요 출처
- Acheson, Dean. Present at the Creation: My Years in the State Department (WW Norton. 1969) online.